# Hadena trasca
Hadena trasca là một loài bướm đêm trong họ Noctuidae.